# Nelly Karim
Nelly Karim (in arabo نيللي كريم‎?; Alessandria d'Egitto, 18 dicembre 1974) è un'attrice e ballerina egiziana.

## Biografia
Figlia di madre russa e padre egiziano, dopo un inizio di carriera come ballerina, ha intrapreso l'attività di attrice nel 2000. Nella sua carriera ha ricevuto diversi riconoscimenti, tra cui nel 2004 il premio come miglior attrice al Cairo International Film Festival per la sua interpretazione in Enta Omry. Ha recitato in oltre 25 produzioni tra film e serie televisive. Nel 2016, è stata scelta come giurata della sezione Orizzonti della 73ª Mostra internazionale d'arte cinematografica di Venezia.

### Vita privata
È stata sposata con il Dr. Hany Abou al-Naga dal 2004 al 2015, dal quale ha avuto quattro figli, l'ultimo dei quali nato nel 2011.

## Filmografia
- 2002: Mumya firarda
- 2004: Hobak nar
- 2004: Ghabi mino fih
- 2004: Alexandrie-New York
- 2004: Enta Omri
- 2005: Harb Atalia
- 2005: Sehre al oyoune
- 2006: Fatah enik
- 2006: Akhir eldounia
- 2007: Ahlam alfata al tayesh
- 2008: Ehna Etaabelna abl keda
- 2009: One-Zero
- 2010: Alzheimer's
- 2010: Les Femmes du bus 678
- 2015:  Al-Fil al-Azrak
- 2016: Clash
- 2019:  Al-Fil al-Azrak 2